# Giovanni di Epifania
Giovanni di Epifania (in greco antico: Ίωάννης Ἐπιφανεύς?; fl. VI secolo) è stato uno storico bizantino della fine del VI secolo.
Giovanni nacque a Epifania (l’attuale Hama in Siria). Era un cugino dello storico ecclesiastico Evagrio Scolastico. Giovanni era cristiano e servì come consulente legale del Patriarca di Antiochia Gregorio (c. 590). 
In tale veste fu testimone della ritirata del re persiano Cosroe II in territorio romano, e potrebbe anche averlo incontrato di persona. Cosroe fu riportato sul trono persiano dall’imperatore Maurizio. È possibile che Giovanni abbia visitato la Persia (cfr. Frammento 1).
Giovanni scrisse una storia delle Guerre romano-persiane dalle campagne di Cosroe I contro Giustino II alla fuga di suo nipote Cosroe II presso i bizantini. L’opera è perduta, salvo un frammento che riporta i primi cinque paragrafi, contenuto nel manoscritto Vaticanus graecus 1056. Il frammento contiene un’introduzione dell’opera e la narrazione dell’inizio delle ostilità tra bizantini e persiani iniziate nel 571.
La storia di Giovanni fu utilizzata dagli storici bizantini Evagrio e Teofilatto Simocatta; per contro, non è menzionata né da Fozio né negli Excerpta di Costantino Porfirogenito.